# Estadio Kim Il-sung
El Estadio Kim Il-sung (en chosŏn'gŭl, 김 일성 경기장; romanización revisada, Gim Il-seong Gyeonggijang; McCune-Reischauer, Kim Il-sŏng Kyŏnggichang) es un estadio de fútbol situado en la ciudad de Pionyang, capital de Corea del Norte. El estadio fue inaugurado en 1926 y tiene una capacidad para 70 000 espectadores, todos ellos sentados. El recinto debe su nombre a Kim Il-sung.
Entre otros eventos deportivos, el estadio sirve para ser el punto de partida y la meta de la Maratón de Pionyang. Además, es sede de los Juegos de las Masas que se realizan anualmente. El estadio no debe ser confundido con el Estadio Reungrado Primero de Mayo.

## Historia
El estadio Kim Il-sung fue construido originalmente como Estadio Kirimri en 1926 durante la ocupación japonesa imperial en el siglo XX. Este estadio celebró el clásico del fútbol norcoreano entre el 4.25 Sports Club y Pyongyang FC durante las décadas de 1920, 1930 y 1940.
Después de la rendición de Japón en agosto de 1945, fue utilizado como sede de discursos de los políticos y fue el sitio del primer discurso de Kim Il-sung, después de su regreso del exilio en 1945. Remodelado en 1969, el entonces llamado estadio Moranbong fue remodelado para albergar 100 000 espectadores y rebautizado en 1982 en honor a Kim Il-sung. Actualmente se utiliza principalmente para partidos de fútbol, y fue sede de los Juegos de las Masas hasta la década de 1990 (actualmente se realiza en el Estadio Reungrado Primero de Mayo).
El 25 de octubre de 2002, el entonces presidente de la Confederación Asiática de Fútbol, Mohamed Bin Hammam, inauguró el nuevo césped artificial que había sido instalado en el estadio gracias a la financiación de la FIFA mediante el proyecto Goal. El costo total fue de 450 000 dólares y, desde ese momento, el estadio fue capaz de albergar partidos internacionales tras pasar con éxito todos los requisitos de la FIFA.
En 2008, en dos ocasiones, el partido de clasificación para la Copa del Mundo de 2010 entre Corea del Norte y Corea del Sur no se celebró finalmente en el estadio y tuvo que ser trasladado a Shanghái cuando las autoridades de Pionyang se negaron a permitir que el himno nacional de Corea del Sur sonase en el estadio Kim Il Sung, así como ondear la bandera de Corea del Sur, ya que tanto Corea del Norte y del Sur nunca han otorgado mutuamente reconocimiento diplomático formal.
Con la instalación del césped artificial, el estadio puede albergar partidos de fútbol durante todo el año sin importar la dura climatología del país. El 19 de octubre de 2011, la FIFA aceptó el cambio de estadio que solicitó Corea del Norte para enfrentarse a Japón en el partido que tenía que disputarse el 15 de noviembre en el estadio Yanggakdo, que tiene césped natural, para pasar a disputarlo en el estadio Kim Il-sung.

## Imágenes

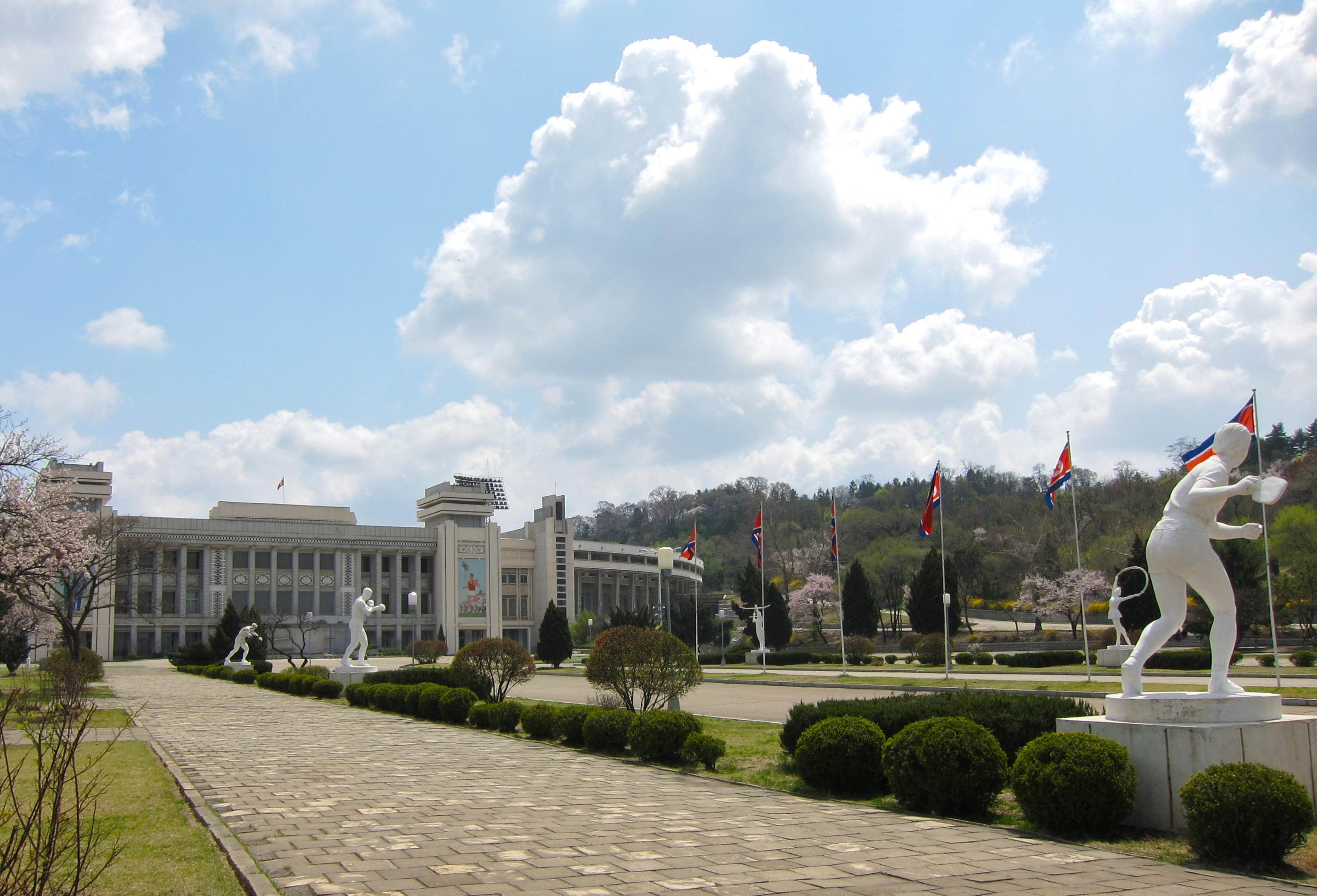
Entrada principal del estadio.
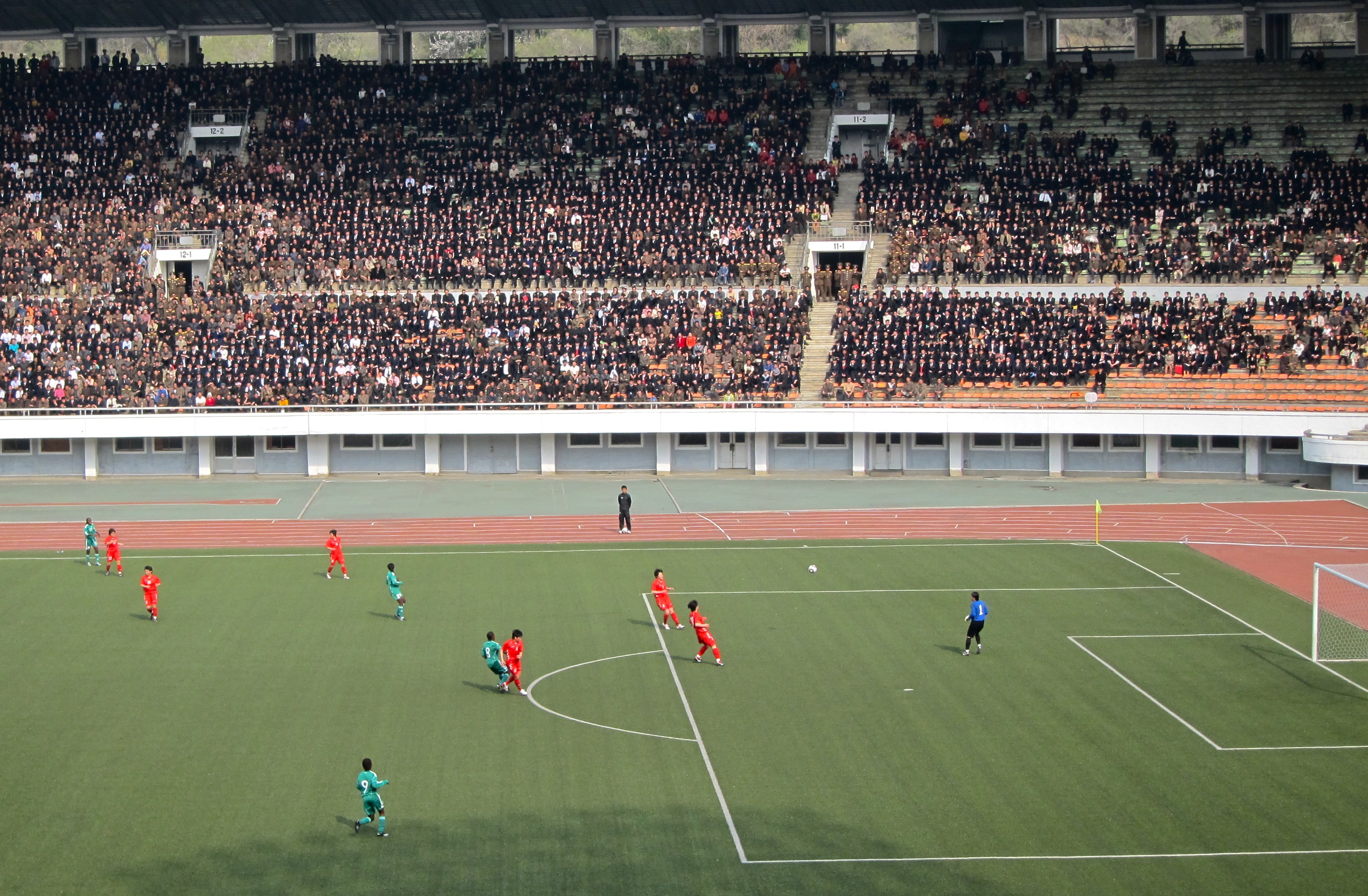
Fútbol femenino entre Corea del Norte y Nigeria.
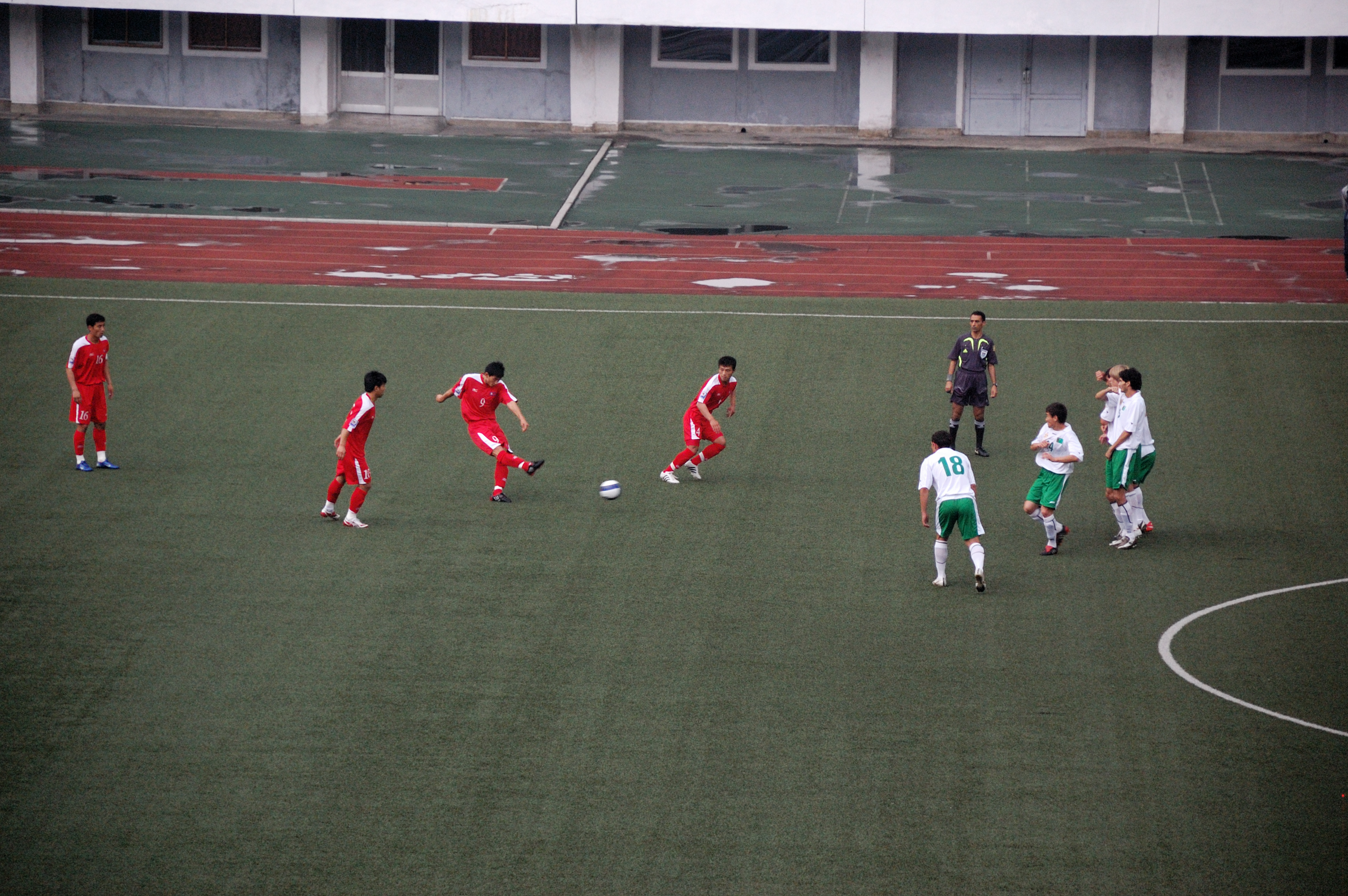
Corea del Norte—Turkmenistán, junio de 2008.
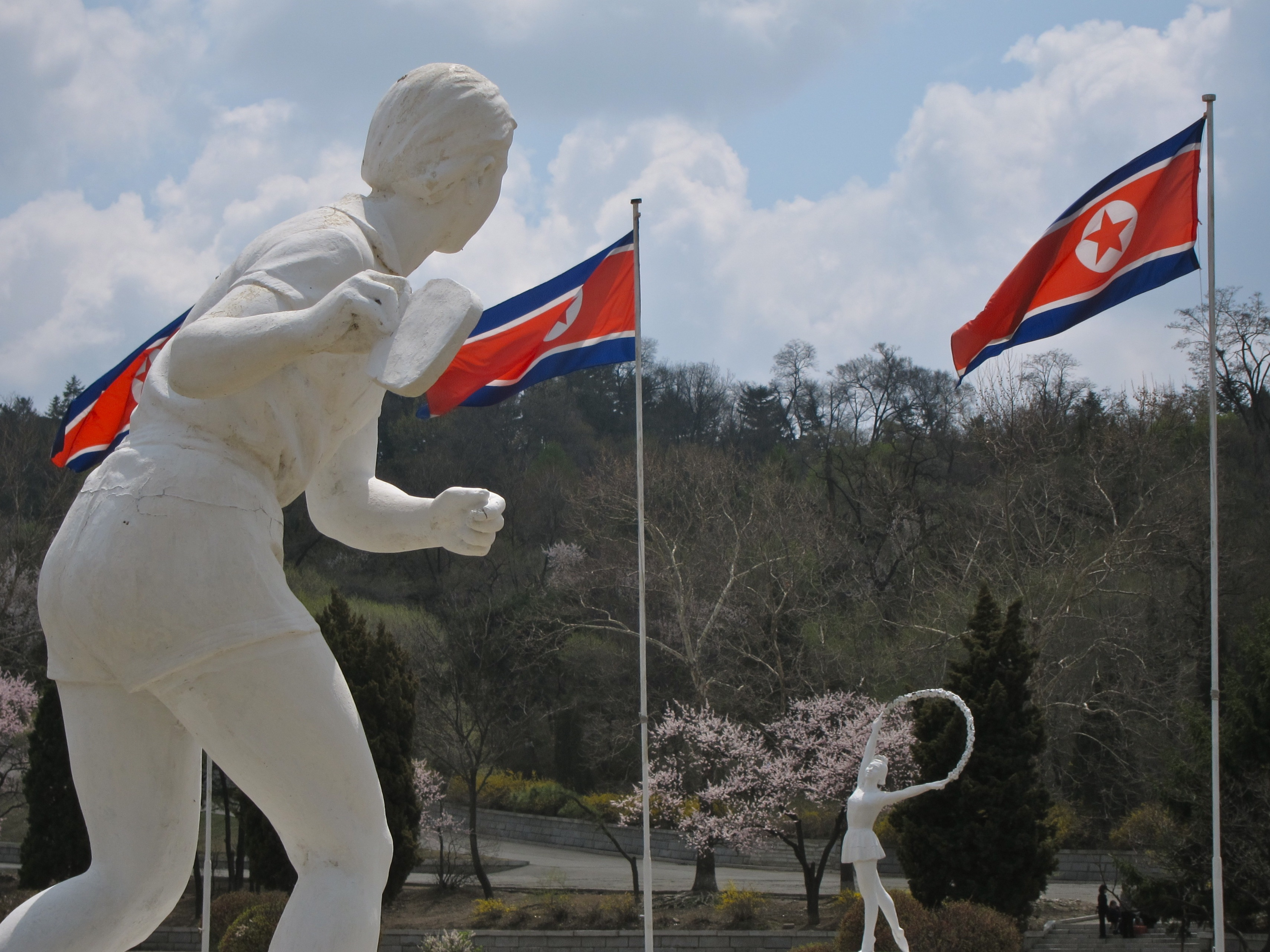
Detalle de las estatutas de la entrada.
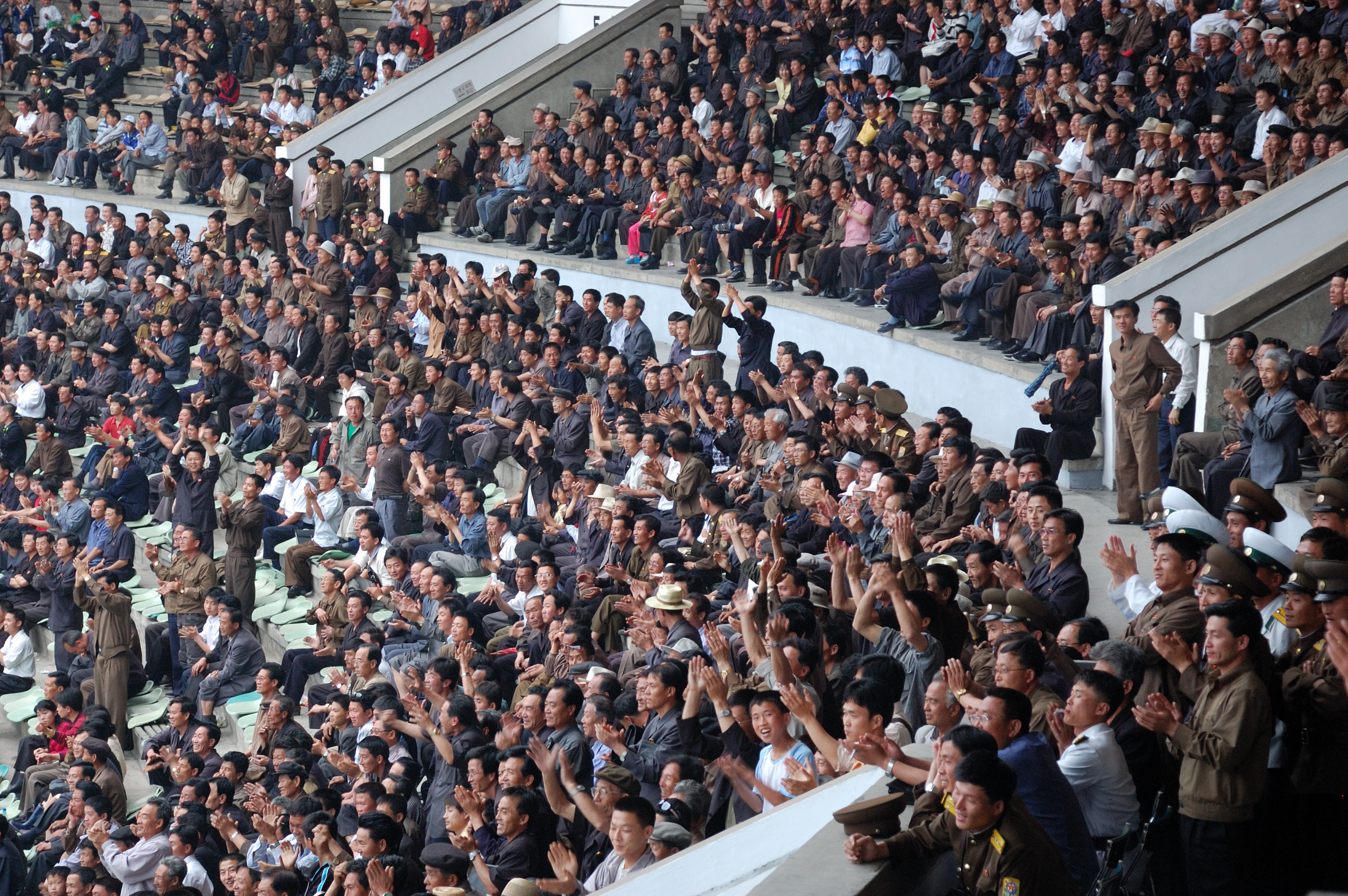
Corea del Norte ante Turkmenistán
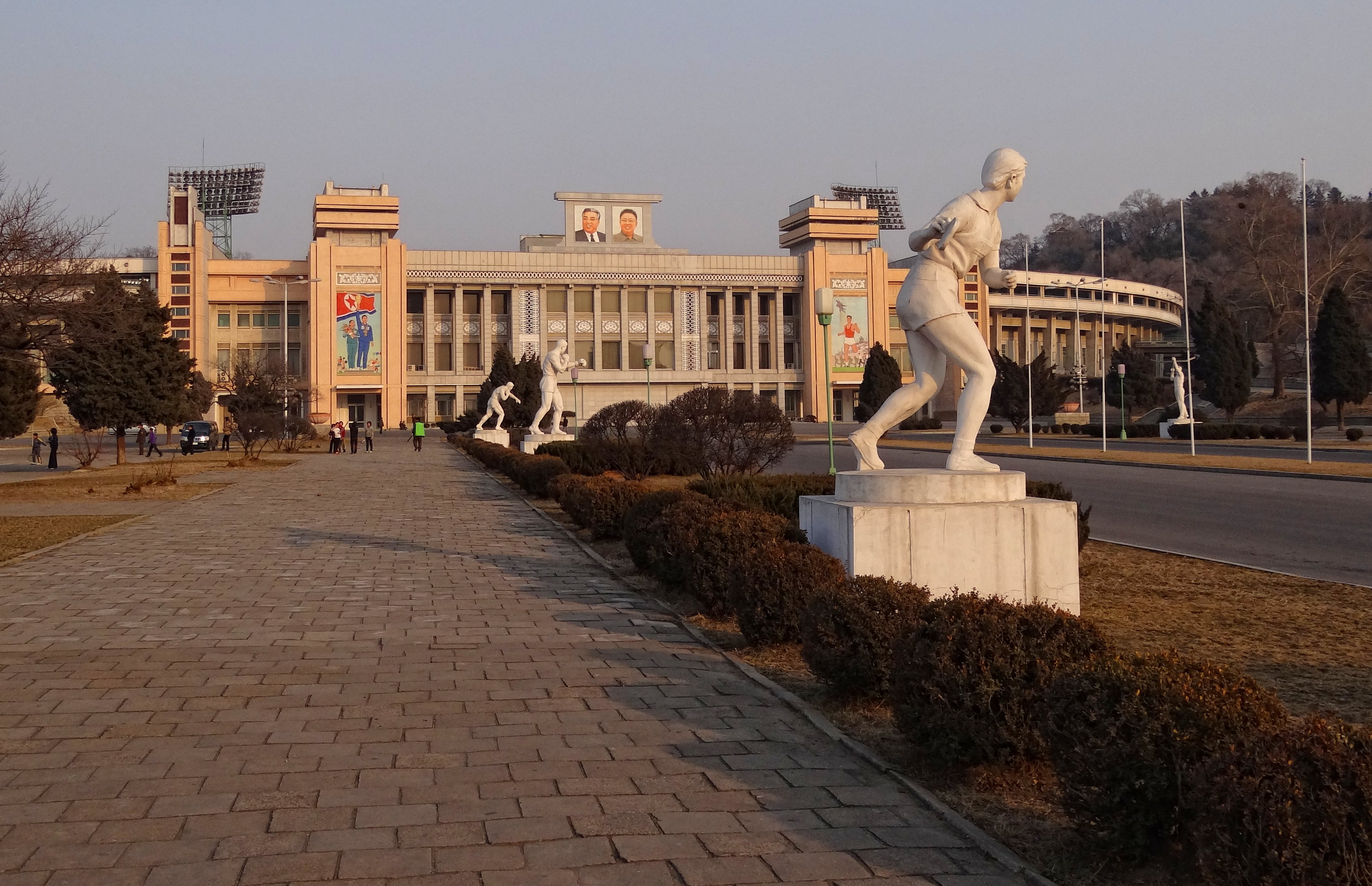
Estadio desde el lado oeste.